# 石原事件
石原事件（いしはらじけん）とは、朝鮮民主主義人民共和国によるスパイ事件。1971年（昭和46年）9月21日摘発（検挙）。1962年（昭和37年）、大韓民国から不法に入国した石原順培こと呉順培が北朝鮮から派遣された工作員に獲得され、知人の日本人の戸籍抄本を不正に取得して当人になりすますとともに、大阪市を拠点として多数の工作員を指揮して対韓国工作をおこなっていた諜報事件である。

## 概要
呉順培は1962年（昭和37年）5月頃、韓国から密入国して大阪市に不法滞在していたが、1968年（昭和43年）12月に北朝鮮（朝鮮民主主義人民共和国）から派遣された工作員より獲得されて北朝鮮本国への密出国を指示され、準備金としては50万円が支給された。
呉順培は、1970年（昭和45年）9月、知人の兄にあたる日本人の戸籍抄本を入手して当人になりかわり、本人名義の日本国旅券を不正に取得して、その10月に東京国際空港からモスクワを経由して北朝鮮に入った。北朝鮮では、暗号技術の講習、乱数表の解読方法、政治学習なども含めたスパイ教育を約40日にわたって受け、
- 日本の軍事情報の収集
- 工作員の獲得工作
- 韓国国内での北朝鮮スパイ網の形成

などの密命を受け、1970年12月11日、東京国際空港から日本に密入国した。
石原順培こと呉順培（当時40歳）が大阪府警察によって逮捕されたのは、工作活動中の1971年9月21日であった。乱数表、暗号解読表、接触用の合言葉を記載したメモ、軍事関連文書など諜報活動を裏づける資料が押収された。
1972年（昭和47年）3月30日、大阪高等裁判所は呉順培に対し、出入国管理令および外国人登録法違反、有印私文書偽造・同行使、旅券不実記載・同行使で懲役1年の実刑判決を下した。なお、呉順培は、1973年（昭和48年）、北朝鮮行きの帰還船に乗り日本を出国した。